# Dekanat II – św. Jana Pawła II w Będzinie
Dekanat będziński – św. Jana Pawła II – rzymskokatolicki dekanat, w diecezji sosnowieckiej, wchodzącej w skład metropolii częstochowskiej.
W skład dekanatu wchodzą parafie:
- parafia św. Jadwigi Śląskiej w Będzinie
- parafia Niepokalanego Poczęcia Najświętszej Maryi Panny w Będzinie (Łagisza)
- parafia bł. Honorata Koźmińskiego w Będzinie (Grodziec)
- parafia św. Katarzyny w Będzinie (Grodziec)
- parafia bł. Michała Kozala BM w Preczowie
- parafia Świętych Piotra i Pawła Apostołów w Psarach
- parafia Jezusa Chrystusa Dobrego Pasterza w Sarnowie
- parafia Najświętszej Maryi Panny Królowej Świata w Strzyżowicach

Dziekanem jest ks. Grzegorz Rozpończyk; wicedziekanem – ks. Piotr Pilśniak.